# Whitefield (Oklahoma)
Whitefield es un pueblo ubicado en el condado de Haskell en el estado estadounidense de Oklahoma. En el año 2010 tenía una población de 	391 habitantes y una densidad poblacional de 57,5 personas por km².

## Geografía
Whitefield se encuentra ubicado en las coordenadas 35°15′12″N 95°14′16″O / 35.25333, -95.23778 (35.253403, -95.237879).

## Demografía
Según la Oficina del Censo en 2000 los ingresos medios por hogar en la localidad eran de $21,389 y los ingresos medios por familia eran $33,125. Los hombres tenían unos ingresos medios de $26,786 frente a los $15,000 para las mujeres. La renta per cápita para la localidad era de $14,306. Alrededor del 23.2% de la población estaban por debajo del umbral de pobreza.